# Laingsburg (Michigan)
Laingsburg est une ville du comté de Shiawassee, dans l'État du Michigan, aux États-Unis. En 2020, sa population était de 1 424 habitants.